# Aluminia

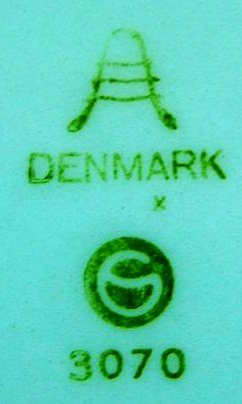
Fabriksmärke

Fajancefabrikken Aluminia var en dansk fabrik för keramiskt gods, grundad 1863 av August Schiøtt. 1882 köpte man upp Den Kongelige Porcelænsfabrik, och de båda hade samma ägare, men fortsatte att producera keramik under eget namn.
Medan porslinsfabriken under den konstnärlige ledaren Arnold Krog utbildade en originell dekorationsteknik, vars smakfullhet, förfining och kultiverande konstnärlighet gav dess produkter världsrykte, ägnade sig fajansfabriken mera åt framställning av hushållskeramik.
Åren 1901–02 lanserade Aluminia genom målarna Christian Joachim och Harald Slott-Møller en egen, helt ny stil med till fajansen anpassade former och frodiga dekorer i kraftfulla färger. År 1969 upphörde dock all verksamhet som egen fabrik och all tillverkning sker nu under varunamnet Royal Copenhagen.
Nils Thorsson var konstnärlig ledare på Aluminia 1933-69.